# キリンディスティラリー
キリンディスティラリー株式会社は、日本の洋酒メーカーで、麒麟麦酒が100%出資（キリンホールディングスから見れば孫会社）する機能子会社。富士山麓の静岡県御殿場市でウイスキー、およびブランデー、缶チューハイ、缶ハイボール、ミネラルウォーターなどを製造する。

## 沿革
- 1972年8月 - 麒麟麦酒（日本）、JEシーグラム（米）、シーバス・ブラザーズ（英）3社合弁（3国共同）により、キリン・シーグラム株式会社を設立[注 1]。
- 1973年8月 - 富士御殿場蒸溜所完成、製造開始。
- 1974年2月 - 初のオリジナル特級ウイスキー（当時）「ロバートブラウン」発売。
- 1975年11月 - 初のオリジナル一級ウイスキー（当時）「ダンバー」を北海道、および九州にて先行発売（翌年より全国発売へ発展、1993年販売終了）。
- 1979年10月 - 初のオリジナルプレミアム特級ウイスキー（当時）「エンブレム」発売（2014年販売終了）。
- 1981年10月 - オリジナル特級ウイスキー（当時）「クレセント」発売（2000年代中期頃販売終了）。
- 1983年 - 低価格帯の一級ウイスキー（当時）「NEWS」発売（2007年販売終了）。
- 1986年 - 最廉価の二級ウイスキー（当時）「ボストンクラブ」発売（1996年販売終了[注 2]）
- 1994年 - グレーン原酒の原料に米を使用した異色の和風ブレンデッドウイスキー「ライスウイスキー」発売（静岡県限定商品。1997年販売終了）。
- 2001年1月 - 麒麟麦酒とキリン・シーグラムの営業部門を統合。
- 2002年7月 - ペルノ・リカール（旧・シーグラム/シーバスブラザーズ）との合弁を解消し、麒麟麦酒100％出資会社となる。これに伴い、社名をキリンディスティラリー株式会社に変更。
- 2004年2月 - 現社名に改称後、初のオリジナルウイスキー「The Fuji-Gotemba」発売。
- 2005年9月 - ウイスキー「富士山麓 樽熟50°」「富士山麓 シングルモルト18年」発売。
- 2007年 - 旧・麒麟麦酒が会社分割によって純粋持株会社・キリンホールディングスになる。キリンディスティラリーは、国内酒類事業を承継した新・麒麟麦酒が引き継いだ。
- 2016年 - 「富士御殿場蒸溜所 シングルグレーンウイスキー AGED 25 YEARS SMALL BATCH」がワールド・ウイスキー・アワード2016において「ワールドベストグレーン賞」を受賞。
- 2017年3月31日 - キリンディスティラリー富士御殿場蒸溜所のマスターブレンダーである田中城太がアイコンズ・オブ・ウイスキーのマスターディスティラー、およびマスターブレンダー部門で世界最優秀賞を受賞[2]。
- 2020年3月27日 - 「キリン シングルグレーンウイスキー 富士30年」がワールド・ウイスキー・アワード2020において「ワールドベストグレーン賞」を受賞[3]。

## 主な商品（2023年5月現在）
- ☆印は富士御殿場蒸溜所、およびキリン株式会社が運営するオンライン通販ショップ「DRINX」限定販売商品
- ★印は富士御殿場蒸溜所限定販売商品
- (業)印は業務用限定販売商品
- (過)印は当初はキリンディスティラリーで製造されていたが、後に親会社のキリンビールへ製造移管された商品

### 国産ウイスキー

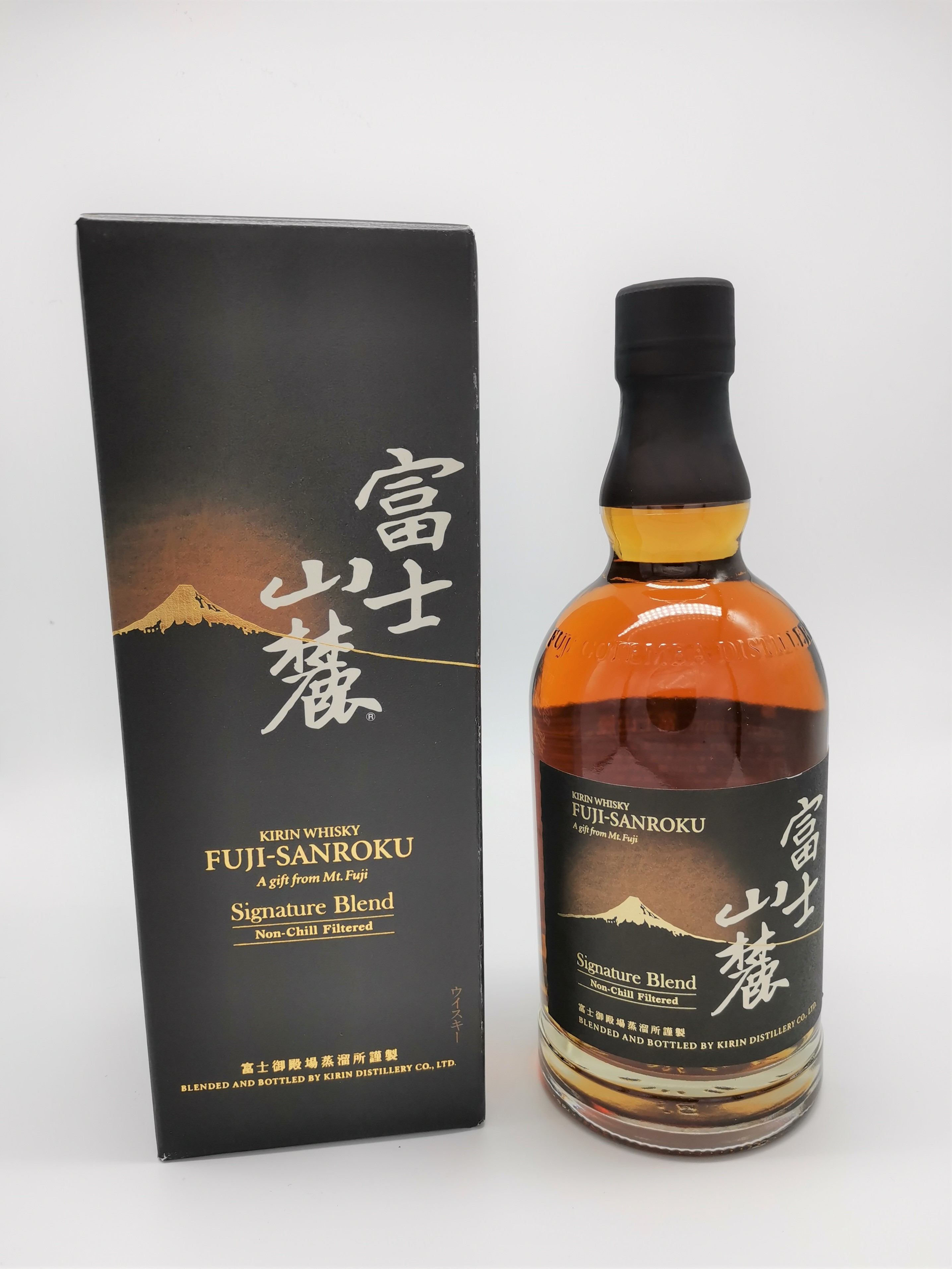
富士山麓シグネチャーブレンド

- 富士御殿場蒸溜所 ピュアモルトウイスキー ☆
- キリン シングルグレーンウイスキー 富士（2020年4月21日発売）[4]
- キリン シングルブレンデッドウイスキー 富士（2022年6月7日発売）
- キリン シングルモルトウイスキー 富士（2023年5月16日発売）
- キリン シングルグレーンウイスキー 富士30年(業)
- 富士山麓 Signature Blend
- キリンウイスキー 陸（2020年5月19日発売）
- ロバートブラウン
- オークマスター樽薫る（2020年現在同社における最量販商品。2011年まではメルシャンから発売されていた[注 3]）
- オークマスター森の風薫る
- オーシャンラッキー ゴールド（メルシャンよりブランドを継承）

### 国産ブランデー
- キリン ブランデー X.O.
- キリン ブランデー V.S.O.P.
- キリン ブランデー V.S.O.

### スコッチウイスキー
- ジョニー・ウォーカー
- ホワイトホース
- ザ シングルトン
- J&B レア
- ロイヤルロッホナガー12年

### カナディアンウイスキー
- クラウンローヤル

### バーボンウイスキー
- フォア・ローゼズ
- I.W.ハーパー
- ヘンリー マッケンナ

### アメリカンウイスキー
- シーグラム セブンクラウン

### ジン・ウォッカ
- キリン ウォッカ50°(業)

### その他
- 氷結(過)（キリンビール(2013年から2019年6月30日までは一時的にキリン)が販売）
- 本搾り(過)（キリンビールが販売）
- ホワイトホース ハイボール缶（キリンビール(2013年から2019年6月30日までは一時的にキリン)が販売）
  - ホワイトホース 樽詰ハイボール(業)（キリンビール(2013年から2019年6月30日までは一時的にキリン)が販売）
- キリン樽詰レモンハイ(業)(過)（キリンビール(2013年から2019年6月30日までは一時的にキリン)が販売）
- 富士のおいしい水（キリンビバレッジが販売、日本国内のシジシーグループ加盟店専売商品）
- アルカリイオンの水(過)（キリンMCダノンウォーターズが製造、キリンビバレッジ(2013年から2019年6月30日までは一時的にキリン)が販売）
- 中国酒（永昌源→キリンビールが販売）

### 販売終了
- ダンバー
- エバモア
- テンディスティラリー
- BAR
- クレセント
- NEWS
- ロバートブラウン ジュニア
- ロバートブラウン スーパークリーン
- ロバートブラウン スペシャルブレンド
- ニコライウォッカ
- バーネットジン
- シーバスリーガル（2002年7月1日よりペルノ・リカール・ジャパンに輸入販売が移管された）
- マーテル（2013年9月2日よりペルノ・リカール・ジャパンに輸入販売が移管された）
- サタデー1
- サタデー2
- Hips
- ライスウイスキー（静岡県限定商品）
- エンブレム
- The Fuji-Gotemba シングルグレーン AGED 15 YEARS
- 富士山麓 シングルモルト18年
- 富士山麓 樽熟50°
- 富士山麓 樽熟原酒50°
- ボストンクラブ（オリジナル）
- ボストンクラブ 豊酵原酒（先述の「オークマスター樽薫る」と入れ替わる形で製造終了・販売終了）
- ボストンクラブ 淡麗原酒（同上）
- 富士御殿場蒸溜所 Blender’s Choice シングルモルトウイスキー☆
- 富士御殿場蒸溜所 シングルモルトウイスキー AGED 17 YEARS SMALL BATCH☆
- 富士御殿場蒸溜所 シングルグレーンウイスキー AGED 25 YEARS SMALL BATCH☆
- フォアローゼズハイボール（麒麟麦酒が販売、コンビニ専売）
- 世界のハイボールシリーズ（麒麟麦酒が販売）
- 本搾りハイボール（キリンが販売）
- ブッシュミルズ（英語版）（2019年10月1日よりアサヒビールに輸入販売が移管された）

など

## CMキャラクター
現在
- オダギリジョー - ホワイトホース ファインオールド（輸入スコッチ・ウイスキー）、ホワイトホース ハイボール缶

過去
※全て旧キリン・シーグラム時代。
- 岡本太郎 - ロバートブラウン
- ハーブ・アルパート - ロバートブラウン
- ジャン・マイケル・ヴィンセント - NEWS
- 横山やすし - エンブレム
- 緒形拳 - ダンバー

## 提供番組
- 日曜スペシャル（日本テレビ系・1980年代）不定期に麒麟麦酒（キリンビール）との提供になることがあった。
- 月曜ロードショー（TBS系）
- ゴールデン洋画劇場（フジテレビ系）
- 土曜ワイド劇場（テレビ朝日系・1980年代頃）番組内で麒麟麦酒（キリンビール）のCMは流れることが多かった。
- タモリ倶楽部（同局系）提供時期は不明。筆頭スポンサー・1社提供時期もあった。
- ニュースステーション（同局系）関東ローカルゾーンで提供していた時期がある。

など。
- 火曜サスペンス劇場（日本テレビ系）放送初期（1981年～）他のスポンサー同様、2週間周期で前半と後半のスポンサー入れ替えが行われた。